# Timonius koikokoensis
Timonius koikokoensis är en måreväxtart som beskrevs av Herbert Fuller Wernham. Timonius koikokoensis ingår i släktet Timonius och familjen måreväxter. Inga underarter finns listade i Catalogue of Life.